# Zalmoxis (mythologie)

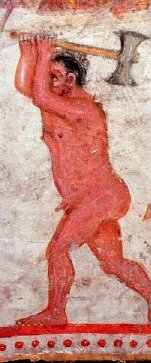
Een tekening van Zalmoxis.

Zalmoxis was een god die door de Getae en de Daciërs nabij de Hellespont werd vereerd. Over Zalmoxis bestaan in de oude bronnen verschillende verhalen, waardoor over de aard van deze figuur  veel discussie bestaat.
De Griekse geschiedschrijver Herodotus schrijft dat Zalmoxis volgens de verhalen van de euhemeristische Pontische Grieken, een slaaf van Pythagoras was geweest. Hij zou mystieke kennis over de onsterfelijkheid van de ziel hebben meegebracht uit het Oude Egypte, en ook van Pythagoras, naar zijn vaderland. Hij zou dit concept samen met de beschaving en de kunst aan zijn volk, de Geten, hebben bijgebracht. Zenon was eveneens de mening toegedaan dat Zalmoxis Pythagoras' slaaf was.
Herodotus zelf is niet helemaal overtuigd van deze versie. Hij acht het goed mogelijk dat Zalmoxis een inheemse Getische godheid was. Als Zalmoxis een mens is geweest, heeft hij volgens Herodotus in dat geval lang voor Pythagoras geleefd.
Volgens het verslag van Herodotus leerde Zalmoxis volgens de Pontische Grieken dat de Geten bij hun dood een zekere plaats zouden doortrekken waar ze van alle mogelijke geneugten van de eeuwigheid konden genieten. Zalmoxis liet toen een onderaardse kamer maken (andere verhalen zeggen dat het een natuurlijke grot was) op de berg Kogaion, waar hij zich gedurende drie jaar terugtrok. Volgens sommige verhalen verbleef hij gedurende deze drie jaar in de Hades. 
Na zijn verdwijning werd hij dood gewaand en werd om hem gerouwd. Maar toen hij drie jaar later opnieuw opdook waren de Geten overtuigd van zijn leer.
Plato zegt in zijn Charmides dialoog dat Zalmoxis ook een groot geneesheer was die geest en lichaam holistisch benaderde door beide te genezen en niet enkel het lichaam zoals de Griekse gewoonte was.
Zalmoxis speelde in de moderne tijd een grote rol in de nationalistische geschiedschrijving van Roemenië. Jean (Ioan) Coman, een patristicus en Orthodoxe priester, zag in de verering van Zalmoxis een vorm van proto-christendom met Zalmoxis als Christusfiguur. Andere wetenschappers menen dat Zalmoxis een mysteriecultus stichtte of een rite de passage ontwierp.